# АО-62
AO-62 — опытный автомат под опытный патрон 5,6 мм, разработанный Петром Ткачёвым. Конструкция автомата основана на схеме со смещением импульса отдачи: для исключения воздействия отдачи на точность и кучность боя, конструкция разработана так, чтобы задержать воздействие отдачи на положение оружия до момента, когда пули покинут ствол. Первые три выстрела в очереди производились при откате подвижных частей назад, до удара в крайнем заднем положении. Впоследствии эта схема была применена в автомате AO-65 Петра Ткачёва, ТКБ-0146 Игоря Стечкина и АН-94 Геннадия Никонова.

## Комментарии
1. ↑  Не следует путать с охотничьим патроном 5,6 × 39 мм